# Лицей Клодель
Лицей Клодель, фр. Lycée Claudel d'Ottawa — престижная франкоязычная частная школа в г. Оттава, расположенная на шоссе Риверсайд-Драйв близ р. Ридо, квартал Ривервью. Названа в честь французского католического поэта Поля Клоделя.
В начале 2010-х гг. в честь школы была переименована расположенная рядом остановка городского автобуса (в том числе скоростных линий).
В конце 2014 г. плата за обучения составляла около 11 000 канадских долларов в год. В дополнение к этой сумме, вступительный взнос (регистрация и вступительный экзамен) составлял около 1000 долларов. Предусмотрены небольшие скидки для 2-го, 3-го и т. д. ребёнка в семье.

## Программа и рейтинг
Программа школы основана на международном французском учебном стандарте. Деятельность школы частично спонсируется правительством Франции.
Текущий состав школы — около 1000 учеников от младшего дошкольного до 12 класса. Все предметы, кроме языковых, преподаются на французском языке, и по окончании 12 класса ученики получают степень, равную бакалавриату во Франции. Лицей имеет наиболее высокие результаты среди франкоязычных школ за пределами Франции по состоянии на весну 2013 г.
Помимо высоких учебных стандартов, школа славится и спортивными достижениями: команды этой школы (как мальчиков, так и девочек) были чемпионами Оттавы по футболу и теннису.
Несколько раз школа попадала в верхнюю десятку школ Северной Америки.